# Charles Augustus Hartley
Sir Charles Augustus Hartley (* 3. Februar 1825 in Heworth, County Durham; † 20. Februar 1915 in London) war ein englischer Wasserbauingenieur.

## Leben
Er war zunächst ab 1845 in Schottland beim Eisenbahnbau tätig und wurde 1848 bei den Hafenbauten in Plymouth und Devon angestellt. 1855 trat er während des Krimkrieges mit königlicher Bewilligung in den Dienst der Türkei und befehligte deren Ingenieurkorps vor Kertsch.
1857 wurde er zum Chefingenieur der mit dem Pariser Frieden ins Leben gerufenen europäischen Donaukommission ernannt und leitete in dieser Position Projekte zur Verbesserung der Schiffbarkeit des Donauunterlaufs ein. 1858–61 beaufsichtigte er den Ausbau des Sulinaarms des Donaudeltas und den Neubau der Hafenbefestigungen von Sulina, das dadurch zu einem der sichersten Schwarzmeerhäfen wurde; erst in den 1880er Jahren wurde die von Hartley begonnene Kanalisierung des St. Georgsarms realisiert. In den folgenden Jahren wurde er für verschiedenen Infrastrukturprojekte europäischer und überseeischer Mächte zu Rate gezogen: von Österreich wegen der Hafenbauten in Triest, von Russland wegen der Kanalisierung der Donmündung, von England wegen des Hugliarms des Ganges und von der rumänischen Regierung wegen ihrer Küstenbefestigungen. 1867 gewann Hartmann den großen Preis über 8000 Rubel für seine Pläne für eine neue Hafenanlagen in Odessa. 1873–74 besuchte er auf Einladung des amerikanischen Präsidenten die USA, um den Ausbau des Mississippideltas zu inspizieren. 1884–1906 war er Mitglied der technischen Suezkanalkommission.
1862 wurde ihm die englische Ritterwürde verleihen, 1884 in den Michaels- und Georgsorden aufgenommen und erhielt zudem mehrere Orden des rumänischen Staates. 1869 wurde er zum Fellow der Royal Society of Edinburgh gewählt.